# Defeated Sanity
A Defeated Sanity német technikás/brutális death metal zenekar. Tagok: Lille Gruber, Christian Kühn, Jacob Schmidt és Konstantin Lühring.
1994-ben alakultak meg Dachsbach-ban. Olyan együttesek hatottak rájuk, mint a Cannibal Corpse vagy a Suffocation, és gyakran hasonlítják össze egymással a három zenei társulatot.

## Diszkográfia/Stúdióalbumok
- Prelude to the Tragedy (2004)
- Psalms of the Moribund (2007)
- Chapters of Repugnance (2010)
- Passages into Deformity (2013)
- Disposal of the Dead / Dharmata (2016)
- The Sanguinary Impetus (2020)